# Felsenmeer mit Höhlen
Felsenmeer mit Höhlen este o arie protejată (arie specială de conservare — SAC, sit de importanță comunitară — SCI) din Germania întinsă pe o suprafață de 24,95 ha, integral pe uscat.

## Localizare
Centrul sitului Felsenmeer mit Höhlen este situat la coordonatele 51°22′53″N 7°47′09″E / 51.3814°N 7.7858°E.

## Înființare
Situl Felsenmeer mit Höhlen a fost declarat sit de importanță comunitară în martie 2001 pentru a proteja un număr necunoscut de specii din flora spontană și fauna sălbatică aflate în arealul zonei. Situl a fost protejat și ca arie specială de conservare în iulie 2004.

## Biodiversitate
Situată în ecoregiunea continentală, aria protejată conține 4 habitate naturale: Pante stâncoase calcaroase cu vegetație casmofită, Peșteri inaccesibile publicului, Păduri de fag Asperulo-Fagetum, Păduri pe pante, grohotișuri și ravene de Tilio-Acerion.
La baza desemnării sitului se află un număr nedeclarat de specii protejate: